# Gymnostephium
Gymnostephium là một chi thực vật có hoa trong họ Cúc (Asteraceae).

## Loài
Chi Gymnostephium gồm các loài: